# Буклинка
Буклинка — река в России, течёт по территории Азнакаевского и Сармановского районов Республики Татарстан. Устье реки находится ниже 104 м над уровнем моря, в 35 км по левому берегу реки Мелля. Длина реки составляет 11 км, площадь водосборного бассейна 34,4 км².
Начинается в лесу с преобладанием березы и сосны, западнее села Буралы. Преобладающим направлением течения является северо-запад. В среднем течении около урочища Новый Ташлыяр на Буклинке устроена запруда. В нижнем течении принимает слева Чулпан. Впадает в Меллю напротив деревни Мяндей.

## Данные водного реестра
По данным государственного водного реестра России относится к Камскому бассейновому округу, водохозяйственный участок реки — Ик от истока и до устья, речной подбассейн реки — бассейны притоков Камы до впадения Белой. Речной бассейн реки — Кама.
Код объекта в государственном водном реестре — 10010101312111100028695.